# Maïmouna Sourang Ndir
Maïmouna Sourang NDIR (sinh ngày 03 tháng 10 năm 1952) là một chính trị gia người Sénégal phục vụ trong chức vụ Bộ chính phủ khác nhau cũng như là đại sứ Senegal tại Pháp 2009-2012.

## Cuộc sống ban đầu và giáo dục
Ndir sinh ngày 3 tháng 10 năm 1952 tại Saint-Louis, Sénégal. Mẹ cô là nhà văn Fatou Niang Siga. Cô đã nhận bằng thạc sĩ khoa học xã hội từ Đại học Laval ở Quebec năm 1996.

## Sự nghiệp
Ndir làm việc trong Bộ Phát triển Xã hội trước khi được bổ nhiệm làm Bộ trưởng năm 2002 trong chính phủ Idrissa Seck đầu tiên. Sau đó, bà giữ chức Bộ trưởng các doanh nghiệp vừa và nhỏ và Tài chính vi mô  và Bộ trưởng Môi trường sống và Sức khỏe cộng đồng dưới thời Cheikh Hadjibou Soumaré. Cô là thành viên của Đảng Dân chủ Sénégal.
Năm 2009, Ndir được Tổng thống Abdoulaye Wade bổ nhiệm làm đại sứ của Senegal tại Pháp, Monaco và Andorra, được coi là một trong những bài đăng quan trọng nhất của đất nước. Người phụ nữ đầu tiên giữ chức vụ này, cuộc hẹn của cô đã bị chỉ trích do thiếu kinh nghiệm ngoại giao. Cô đã được chính phủ mới triệu hồi tới Dakar vào tháng 4 năm 2012, cùng với một số đại sứ ngoại giao sự nghiệp khác.

## Giải thưởng và danh dự
NDIR đã được thực hiện một lệnh của Dòng Senegal khen, Commander của Order of Saint-Charles của Monaco và cán bộ Đại của Huân chương quốc gia Pháp.